# Architecture Hoysala

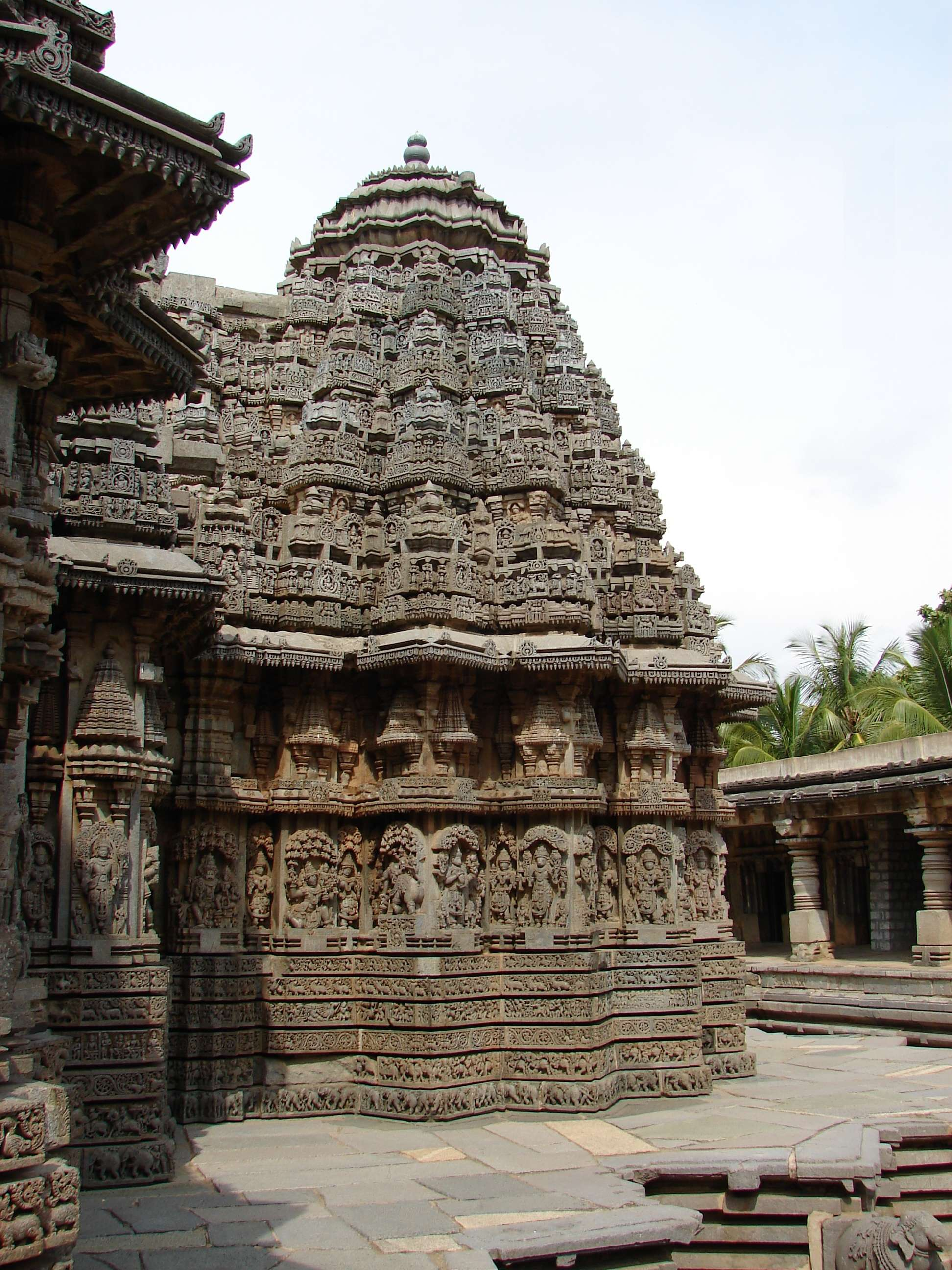
Partie d'un temple Hoysala

L’architecture Hoysala (Kannada : ಹೊಯ್ಸಳ ವಾಸ್ತುಶಿಲ್ಪ) est le style architectural mis au point dans l'Empire Hoysala entre le XIe siècle et le XIVe siècle, dans la région connue aujourd'hui comme le Karnataka, un État de l'Inde. L'influence Hoysala était à son apogée au XIIIe siècle, quand ils ont dominé la région du sud du plateau du Deccan. De nombreux temples comme le temple de Chennakesava de Belur et le Temple de Hoysaleśvara de Halebid ont été construits au cours de cette période et restent des exemples majeurs du style architectural Hoysala. Cette architecture est principalement destinée aux temples religieux, et est alors imposée.

## Les éléments architecturaux

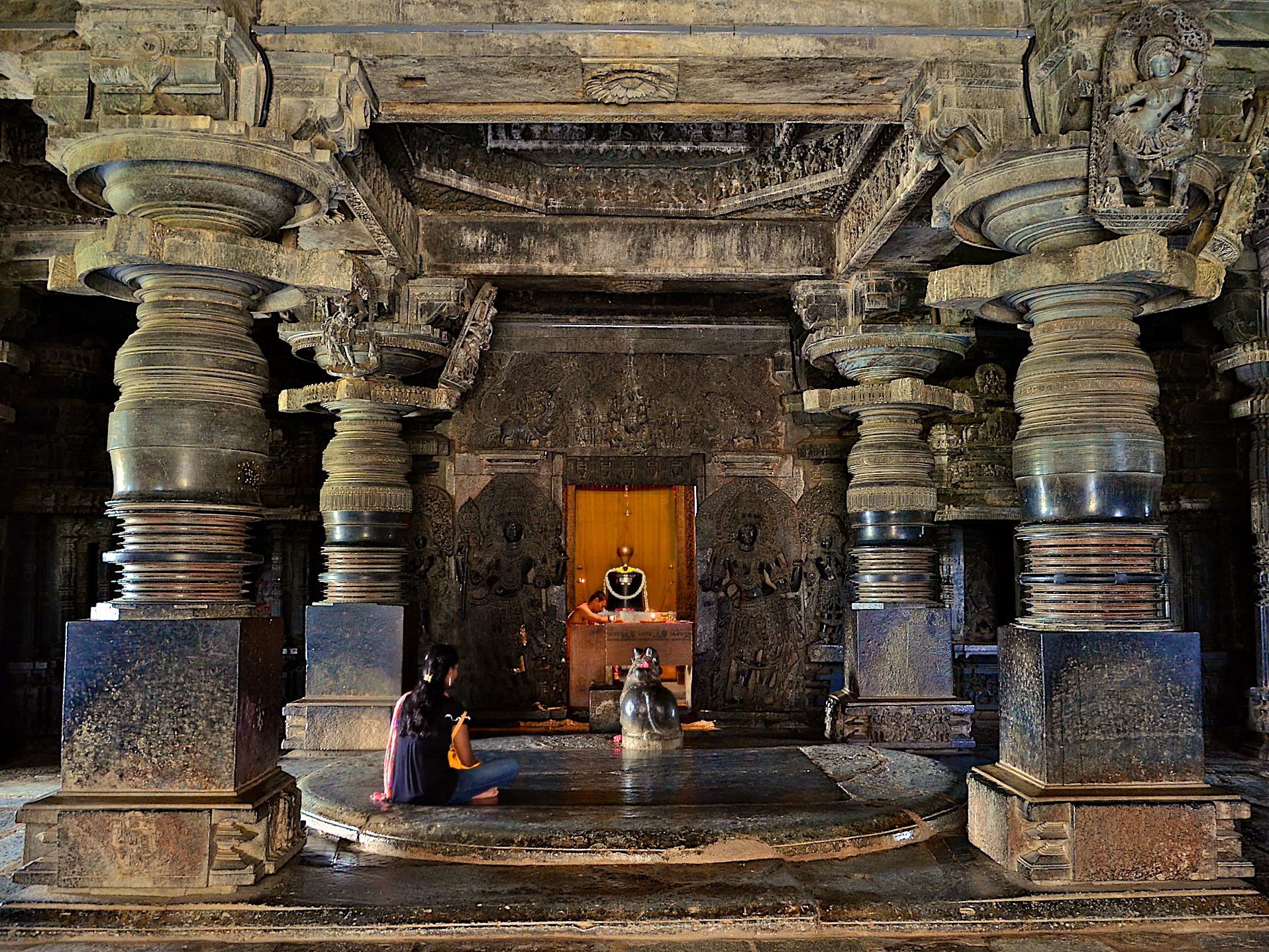
Le temple de Hoysaleśvara de Halebid.

### Le Mandapa
Le mandapa, ou mantapa, est une des caractéristiques typiques des temples religieux Indiens. Certains temples sont constitués de différents mandapas, qui ont alors chacun une utilité particulière. Néanmoins, ils partagent tous les mêmes caractéristiques typiques : ce sont des salles à colonnes, souvent très ouvertes et spacieuses, ayant pour but de regrouper les fidèles que ce soit pour une occasion particulière (par exemple lors des mariages dans le Kalyana Mandapa ou le Maha Mandapa qui sert aux discours religieux) ou simplement pour servir de transition entre l'entrée du temple et la salle des saints (garbha-griha).